# Суплес

Суплес — река в России, протекает в Соликамском и Усольском районах Пермского края. Устье реки находится в 913 км по правому берегу Камы. Длина реки составляет 25 км.
Исток реки в Соликамском районе в лесах южнее села Касиб. Генеральное направление течения в верховьях юго-восток, затем поворачивает на северо-восток. Русло сильно извилистое, всё течение проходит по ненаселённому лесному массиву. Река течёт вдоль границы Соликамского и Усольского районов, многократно её пересекая. В нижнем течении образует границу районов. Впадает в извилистый боковой затон Камы, образованный подпором Камского водохранилища чуть ниже Соликамска. В этот же затон впадает и река Лысьва.

## Данные водного реестра
По данным государственного водного реестра России относится к Камскому бассейновому округу, водохозяйственный участок реки — Кама от водомерного поста у села Бондюг до города Березники, речной подбассейн реки — бассейны притоков Камы до впадения Белой. Речной бассейн реки — Кама.
По данным геоинформационной системы водохозяйственного районирования территории РФ, подготовленной Федеральным агентством водных ресурсов:
- Код водного объекта в государственном водном реестре — 10010100212111100006918
- Код по гидрологической изученности (ГИ) — 111100691
- Код бассейна — 10.01.01.002
- Номер тома по ГИ — 11
- Выпуск по ГИ — 1